# 針藺
針藺（学名：Eleocharis pellucida var. japonica），莎草科荸荠属的小型水生草本植物。多年生草本。具横生匍匐的根状茎，秆丛生或单生。

## 分佈
台灣、印度、朝鲜、日本，及中国华东、华北和东北等地均有分布。

## 別名
又名牛草、牛拐子草